# Morrill Peak
Morrill Peak är en bergstopp i Antarktis. Den ligger i Västantarktis. Argentina, Chile och Storbritannien gör anspråk på området. Toppen på Morrill Peak är 550 meter över havet.
Terrängen runt Morrill Peak är platt åt sydost, men åt nordväst är den kuperad. Havet är nära Morrill Peak åt nordost. Trakten är obefolkad. Det finns inga samhällen i närheten. 